# Фердинанд Баварски (1577 – 1650)
Фердинанд Баварски (на немски: Ferdinand von Bayern; * 6 октомври 1577, Мюнхен; † 13 септември 1650, Арнсберг, Вестфалия) от род Вителсбахи, е от 1612 до 1650 г. курфюрст и архиепископ на Кьолн. Той е също херцог на Вестфалия, княз-епископ на Хилдесхайм (1612 – 1650), Лиеж (1612 – 1650), Мюнстер (1612 – 1650) и като Фердинанд I епископ на Падерборн (1618 – 1650). Той е водещ представител на Контрареформацията в Северозападна Германия.

## Живот
Фердинанд е третият син на баварския херцог Вилхелм V (1548 – 1626) и Рената от Лотарингия (1544 – 1602), дъщеря на херцог Франц I от Лотарингия и Христина Датска, дъщеря на крал Кристиан II от Дания. Неговият чичо Ернст (1554 – 1612) е курфюрст и архиепископ на Кьолн. Фердинанд е братовчед на император Фердинанд II.
През 1587 г., на девет години Фердинанд е изпратен, както брат му Филип Вилхелм (1576 – 1598), в йезуитската гимназия в Инголщат. След това той става домхер, каноник. През 1592/1593 г. той отива в Рим. През 1597 г. неговият по-голям брат Максимилиан (1573 – 1651) наследява баща им на трона като курфюрст на Бавария.
През 1612 г. чичо му Ернст умира и Фердинанд го наследява като курфюрст и архиепископ на Кьолн, Мюнстер, Хилдесхайм и Лиеж. От 1618 г. той е също епископ на Падерборн. По неговото време се водят процеси против вещиците.
Фердинанд умира на 13 септември 1650 г. в Арнсберг и е погребан в капелата Трикрале вътре в катедралата на Кьолн. Наследен е в Кьолн от неговия племенник Максимилиан Хайнрих (1650 – 1688), син на по-малкия му брат Албрехт (1584 – 1666).